# 코너 워싱턴
코너 제임스 워싱턴(영어: Conor James Washington, 1992년 5월 18일 ~ )은 로더럼 유나이티드 FC와 북아일랜드 축구 국가대표팀에서 활약하고 있는 북아일랜드의 축구 선수이다.

## 국가대표 경력
2016년 3월 16일, 워싱턴은 웨일스와 슬로베니아와의 경기를 앞두고 북아일랜드 축구 국가대표팀에 처음 소집된다. 그는 웨일스 전에 데뷔전을 치렀고, 4일 뒤인 슬로베니아 전에서 데뷔골을 기록하였다.

### 출장
2019년 6월 11일 기준
| 국가대표 팀 | 년도 | 출장 | 골 |
| ----------- | ---- | ---- | -- |
| 북아일랜드  | 2016 | 9    | 2  |
| 북아일랜드  | 2017 | 7    | 1  |
| 북아일랜드  | 2018 | 2    | 0  |
| 북아일랜드  | 2019 | 3    | 1  |
| 합계        | 합계 | 21   | 4  |

## 수상
셰필드 유나이티드
- EFL 챔피언십 준우승: 2018–19[5]